# Ascenseur incliné de Langres

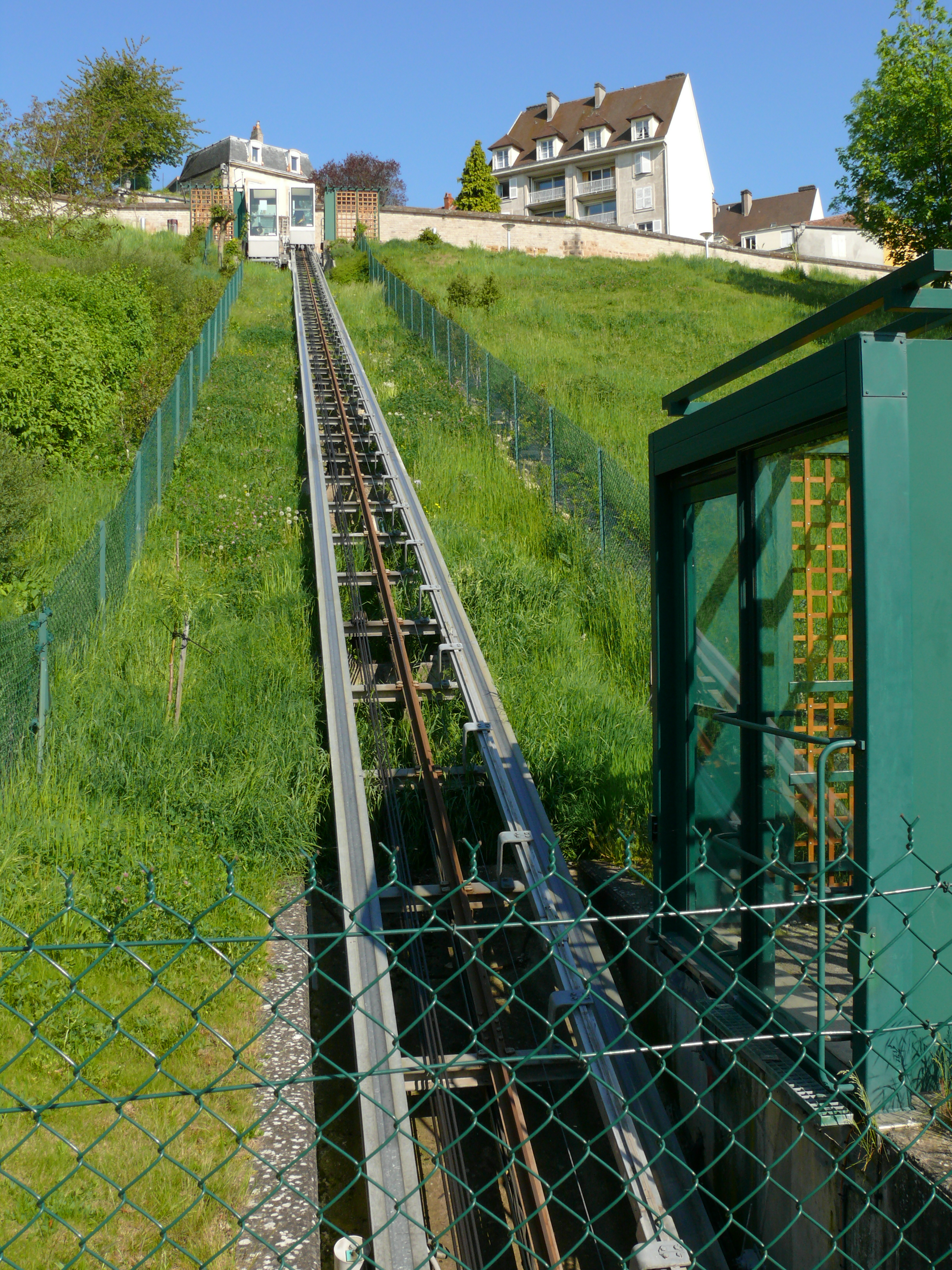
Ascenseur incliné de Langres

L'ascenseur incliné de Langres ou les ascenseurs inclinés Panoramics (la ligne étant doublée dans sa partie haute) est un ascenseur incliné reliant les remparts de Langres au parking Sous-Bie et permettant de désengorger la vieille ville du stationnement automobile.

## Historique
Un premier ascenseur, dénommé Panoramic 1, dessert les remparts uniquement depuis l'étage du parking. Un second, Panoramic 2, part de plus bas, comporte un arrêt intermédiaire au parking sus-cité. Ces deux ascenseurs ne constituent donc pas un funiculaire car ils comportent chacun leur propre contrepoids et se déplacent donc chacun indépendamment.
Compte tenu de l'évolution des modes de déplacements et de la surabondance d'automobiles, les ascenseurs ont été installés sur le rempart en 1995, par la municipalité de Guy Baillet, pour relier la ville dans ces remparts au parking Sous-Bie en contrebas et permettent aux automobilistes de garer leurs véhicules hors les murs mais à proximité du centre.

## Caractéristiques
Ils sont basés sur le même principe que celui de Montmartre à Paris et ont été construits par la société Skirail,.